# Giuseppe Morosi
 (mai 2023).
 (mai 2023).
Giuseppe Morosi, né le 26 juin 1772 à Ripafratta (Toscane) et mort le 27 septembre 1840 à Cocòmbola, est un physicien et ingénieur italien.

## Biographie
Giuseppe Morosi naquit le 26 juin 1772 à Ripafratta, petit village de Toscane. Après avoir reçu d’un de ses oncles, curé de Caprono, la première éducation littéraire, il se rendit à Pise, où il étudia la rhétorique au collège des chevaliers de Saint-Étienne et la philosophie à l’Université. La douceur de son caractère jointe à la pureté de ses mœurs le faisait destiner par ses parents à l’état ecclésiastique ; mais, entraîné irrésistiblement vers l’étude des sciences exactes, il s’y livra tout entier et devint, après plusieurs années d’un travail opiniâtre, l’un des plus habiles mécaniciens de son temps. La première production de son génie fut la machine qui sert à démontrer physiquement la parabole résultant de la combinaison du mouvement uniforme horizontal avec le mouvement vertical produit par la gravité. Il construisit ensuite un automate, joueur d’échecs, qui fut jugé supérieur à celui de Kemplen, et valut à son auteur d’être nommé un des directeurs du Musée d'histoire naturelle de l'université de Florence et professeur suppléant de physique expérimentale à l’Université de Pise. Le grand-duc de Toscane, Ferdinand III, lui accorda en outre une pension de six cents francs. Morosi fit peu après un métier au moyen duquel un seul homme pouvait tisser deux bas de soie à la fois. Après la conquête de la Toscane par les armées républicaines en 1799, il vint en France et visita en observateur éclairé les principales villes manufacturières. Nommé en 1801 professeur de mécanique à Milan, il y fonda un établissement pour la filature du coton à l’aide de machines hydrauliques ; c’était le premier que l’Italie possédât en ce genre. En 1807 il fut chargé par le gouvernement d’une mission scientifique en France, en Allemagne et en Hollande. Il y étudia les différents procédés pour les apprêts de la laine et du coton ; visita les hôtels des monnaies, les maisons de travail forcé et volontaire ; revint à Milan avec plus de quatre cents mémoires et trois cents dessins, dont plusieurs furent mis à exécution, et coopéra à la réforme du monnayage à Milan, à Venise et à Bologne. Il fut aussi chargé de diriger le timbre et le poinçonnage des objets d’or et d’argent. Le gouvernement l’ayant envoyé une seconde fois en France et en Suisse, il en rapporta un grand nombre de modèles et plusieurs machines fort coûteuses qui, cédées ensuite à des fabricants, ‘rendirent les plus grands services à l’industrie italienne. Après le retour de la domination autrichienne, Morosi continua d’occuper les emplois que lui avait confiés le gouvernement précédent, et, lorsque les infirmités l’obligèrent en 1832 à demander sa retraite, l’empereur François Ier lui conserva l’intégrité de son traitement. Morosi mourut le 27 septembre 1840, dans une maison de campagne qu’il possédait à Cocòmbola. Il était chevalier de plusieurs ordres et membre de l’Institut italien. Giovanni Labus lui a consacré une notice dans le tome 1er des Annali dell’Instituto Lombardo.